# Ораов Дол
Ораов Дол (мкд. Ораов Дол) насеље је у Северној Македонији, у средишњем државе. Ораов Дол припада општини Чашка.

## Географија
Ораов Дол је смештен у средишњем делу Северне Македоније. Од најближег већег града, Велеса, насеље је удаљено 40 km југозападно.
Насеље Ораов Дол се налази у историјској области Азот. Насеље је смештено у долини притоке реке Бабуне. Југозападно од насеља издиже се планина Бабуна. Надморска висина насеља је приближно 580 метара.
Месна клима је континентална.

## Историја
У месту је радила српска народна школа између 1870-1877. године. Након прекида рада, обновљена је 1899. године.

## Становништво
Ораов Дол је према последњем попису из 2002. године имао 3 становника.
Према истом попису претежно становништво у насељу су етнички Македонци (100%).
Већинска вероисповест је православље.